# ブラウンシュヴァイク公国

ブラウンシュヴァイク公国
Herzogtum Braunschweig (ドイツ語)

ドイツ帝国内におけるブラウンシュヴァイク公国の位置（1871年）

ブラウンシュヴァイク公国（ブラウンシュヴァイクこうこく、ドイツ語: Herzogtum Braunschweig）は、ドイツ連邦、北ドイツ連邦、ドイツ帝国の領邦の一つである。1815年のウィーン会議の結果、かつて神聖ローマ帝国のブラウンシュヴァイク＝ヴォルフェンビュッテル公領だった地域を領土として創設された公国である。首都はブラウンシュヴァイク。

## 歴史
ヴォルフェンビュッテル公国はナポレオン戦争でフランス軍に占領され、ナポレオンの衛星国家ヴェストファーレン王国に組み込まれた。ヴォルフェンビュッテル公フリードリヒ・ヴィルヘルムはこれを認めず、ゲリラ戦でナポレオンの支配に抵抗した。1813年にヴォルフェンビュッテルが解放されると、ナポレオン戦争後のウィーン会議で公国の地位が認められ、ブラウンシュヴァイク公国に改名された。
フリードリヒ・ヴィルヘルムはエルバ島からフランスに戻ったナポレオンと戦って戦死したが、百日天下でナポレオンがセントヘレナ島へ流刑になり、長男のカール2世がブラウンシュヴァイク公として即位した。幼少のため、成人するまでは同族でイギリスとハノーファー王国の摂政ジョージ（後のジョージ4世）が後見人となったが、成人後の統治は不評で、1830年にフランスで7月革命が勃発するとブラウンシュヴァイク市民が反乱を起こし、カール2世は退位に追い込まれ、弟のヴィルヘルムに公位を譲って亡命した。ヴィルヘルムは統治は大臣に任せて自らはエールス公領で過ごした。
ドイツ統一では主導していたプロイセン王国に従い、ドイツ連邦、北ドイツ連邦、ドイツ帝国の領邦として存続した。ところが、子のないヴィルヘルムが同族の元ハノーファー王太子エルンスト・アウグストを後継者に迎えようとしたことからドイツ帝国との関係は悪化した。ハノーファー王国は普墺戦争でオーストリア帝国側につき、敗れてプロイセンに併合されていたからである。結果、1884年にヴィルヘルムが死去した時、ドイツ帝国はエルンスト・アウグストのブラウンシュヴァイク公位継承を却下、公国は君主不在のまま皇族のアルブレヒト・フォン・プロイセンを摂政に置き、アルブレヒトの死後はヨハン・アルブレヒト・ツー・メクレンブルクを摂政の地位に就けた。
ブラウンシュヴァイク公位の復活は1913年、元ハノーファー王太子の同名の息子エルンスト・アウグストがドイツ皇帝ヴィルヘルム2世の娘ヴィクトリア・ルイーゼと結婚したことで実現したが、第一次世界大戦末期の1918年でドイツ革命が発生、ドイツ帝国が滅亡するとエルンスト・アウグストも僅か5年で退位、ブラウンシュヴァイク公国はヴァイマル共和政の下ブラウンシュヴァイク自由州となった。

## 歴代君主
- フリードリヒ・ヴィルヘルム（1813年 - 1815年）
- カール2世（1815年 - 1830年）
- ヴィルヘルム（1830年 - 1884年）
  - アルブレヒト・フォン・プロイセン（摂政）（1885年 - 1906年）
  - ヨハン・アルブレヒト・ツー・メクレンブルク（摂政）（1906年 - 1913年）
- エルンスト・アウグスト（1913年 - 1918年）

## 版図
旧ハノーファー王国中部に領土は分散していた。東部はプロイセン領ザクセン州に隣接、西部はヴァルデックやプロイセン領ヴェストファーレン県と国境を接していた。